# Албрехт IV фон дер Шуленбург
Албрехт IV фон дер Шуленбург (на немски: Albrecht IV von der Schulenburg; * 1535, Бетцендорф; † 26 октомври или 12 ноември 1583, Залцведен) е благородник от род фон дер Шуленбург в Алтмарк, Саксония-Анхалт, съветник в Курфюрство Бранденбург, амтс-хауптман на Алтмарк.

## Произход и наследство
Той е най-големият син (от 12 деца) на Левин I фон дер Шуленбург (1510 – 1569) и съпругата му Илза фон Квитцов (1518 – 1591). Внук е на Албрехт I 'Черния' фон дер Шуленбург († 1519) и Катарина фон Рор († сл. 1519). Брат е на Георг VII фон дер Шуленбург (1535 – 1619), Вернер XVII фон дер Шуленбург (1541 – 1581), Дитрих X фон дер Шуленбург (1546 – 1598) и Бернхард XIII фон дер Шуленбург (1557 – 1601).
През 1351 г. маркграф Лудвиг V дава на фамилията фон дер Шуленбург замъка и град Апенбург. Строежът на замъка е завършен през 1363 г., но през войните е разрушен.

## Фамилия
Албрехт IV фон дер Шуленбург се жени 1560 г. за Доротея фон Велтхайм (* ок. 1539, Харбке; † 1593, Дамбек), дъщеря на Ахац фон Велтхайм († 1558) и Аделхайд фон Швихелт († 1545). Те имат децата:
- Левин III фон дер Шуленбург (1564 – 1625), женен I. за Клара фон Трота (1568 – 1622); II. 1623 г. за Елизабет Катарина фон Арним
- Ахац I фон дер Шуленбург (* 1565; † 7 септември 1616), женен I. за Розина фон Валденфелс († 1601), II. 1604 г. за Анна фон Щьокхайм (1574 – 1622)
- Ханс X фон дер Шуленбург (* 1566; † 8 декември 1598), женен за Армгард Шенк фон Бьодензел († 1603)
- Георг XI фон дер Шуленбург (* 1567; † 14 февруари 1607), женен I. 1599 г. за Анна фон дер Шуленбург († 17 март 1603, Требсен, Лайпциг), II. 1605 г. за Анна фон Бисмарк (1580 – 1631)
- Липолд I фон дер Шуленбург (1568 – 1636), женен за Маргарета фон Бредов († 1642)
- Вернер фон дер Шуленбург († сл. 1583)
- Дитрих XI фон дер Шуленбург (* 18 юли 1574; † 12 април 1618), женен за Катарина Доротея фон Велтхайм († сл. 1630)
- Илза фон дер Шуленбург (* 27 април 1561; † 14 юни 1615), омъжена за Гебхард фон Алвенслебен
- Анна фон дер Шуленбург
- Мария Магдалена фон дер Шуленбург († 1637), омъжена за Кристиан Шенк фон Флехтинген (* 1571).